# الکس مرسر (بازیکن فوتبال)
الکساندر رابرتسون مرسر یک فوتبالیست آماتور اسکاتلندی بود که به عنوان هافبک راست برای کویینز پارک در لیگ اسکاتلند بازی می‌کرد.

## زندگی شخصی
مرسر در زمان جنگ جهانی اول به عنوان سرجوخه موقت در پیشاهنگی لوات خدمت می‌کرد.

## آمار حرفه‌ای
| باشگاه      | فصل     | لیگ                   | لیگ  | لیگ | دیگر | دیگر | جمع  | جمع |
| باشگاه      | فصل     | دسته                  | بازی | گل  | بازی | گل   | بازی | گل  |
| ----------- | ------- | --------------------- | ---- | --- | ---- | ---- | ---- | --- |
| کویینز پارک | ۱۶–۱۹۱۵ | لیگ دسته اول اسکاتلند | ۷    | ۰   | ۱    | ۰    | ۸    | ۰   |
| جمع کل      | جمع کل  | جمع کل                | ۷    | ۰   | ۱    | ۰    | ۸    | ۰   |

1. ↑  حضور در جام گلاسگو